# 2006년 동계 올림픽 에스토니아 선수단
2006년 동계 올림픽 에스토니아 선수단은 이탈리아 토리노에서 열린 2006년 동계 올림픽에 참가한 올림픽 에스토니아 선수단이다.

## 메달 집계

### 메달리스트
| 메달   | 선수              | 종목         | 세부종목       |
| ------ | ----------------- | ------------ | -------------- |
| 금메달 | 안드루스 베르팔루 | 크로스컨트리 | 남자 15km      |
| 금메달 | 크리스티나 슈미군 | 크로스컨트리 | 여자 15km 추발 |
| 금메달 | 크리스티나 슈미군 | 크로스컨트리 | 여자 10km      |